# 큰모음근
큰모음근(adductor magnus) 또는 대내전근(大內轉筋)은 넓적다리의 안쪽에 위치한 큰 삼각형의 근육이다.
두 부분으로 나눌 수 있다. 궁둥두덩가지(궁둥뼈 아래가지와 두덩뼈 아래가지의 일부)에서 일어나는 부분은 모음근부분(adductor part, pubofemoral part, 또는 작은모음근)이라고 하며, 궁둥뼈결절에서 일어나는 부분은 폄근부분(hamstring part, extensor part, ischiocondylar part)이라고 한다. 폄근부분과 햄스트링 근육들은 발생학적 기원, 분포하는 신경, 작용이 같기 때문에 종종 폄근부분을 햄스트링의 일부로 분류하기도 한다. 또한 폄근부분을 넓적다리뒤칸, 모음근부분을 넓적다리안쪽칸 근육으로 보기도 한다.

## 구조

### 모음근부분
두덩아래가지에서 일어나는 섬유는 짧고 수평 방향으로 주행하여, 넙다리뼈의 큰돌기 시작하는 거친선에 닿는다. 거친선은 큰볼기근의 안쪽에 위치한다.
궁둥아래가지에서 일어나는 섬유는 각기 다른 기울기를 가지고 아래가쪽으로 주행하여, 넓은 널힘줄을 통해 거친선과 거친선의 안쪽 연장선 위쪽 부분에 닿는다.

### 폄근부분
궁둥뼈결절에서 일어나는 섬유로 주로 구성되어 두꺼운 힘살을 이루는 큰모음근의 안쪽 부분을 폄근부분이라고 한다. 폄근부분은 수직에 가깝게 아래로 내려가 넓적다리의 아래쪽 1/3에서 둥근 힘줄로 끝난다. 이 힘줄은 넙다리뼈의 안쪽관절융기에 위치한 모음근결절에 닿고, 섬유성 연장부를 통해 모음근결절에서 거친선 쪽으로 위로 연결된다.

### 위치 관계
큰모음근의 앞면에는 두덩근, 짧은모음근, 긴모음근, 넙다리동맥, 넙다리정맥, 깊은넙다리동맥, 깊은넙다리정맥, 이 혈관들의 가지, 폐쇄동맥의 뒤가지, 폐쇄정맥, 폐쇄신경 등이 위치한다.
뒷면에는 반힘줄근, 반막근, 넙다리두갈래근, 큰볼기근 등이 위치한다.
안쪽 모서리에는 두덩정강근, 넙다리빗근이 존재한다.
위쪽 모서리에는 바깥폐쇄근, 넙다리네모근이 존재한다.

### 신경 분포
모음근부분과 폄근부분이 서로 다른 신경의 지배를 받으므로 큰모음근은 복합근육에 해당한다. 모음근부분에는 폐쇄신경 뒤가지가, 폄근부분에는 궁둥신경이 분포한다.

### 모음근구멍
큰모음근의 이는곳에는 뼈에 붙어 있는 힘줄활에 의해 형성된 여러 개의 구멍이 존재한다. 위쪽 네 개의 구멍은 크기가 작으며 깊은넙다리동맥의 가지인 관통동맥이 지나갈 수 있게 한다. 가장 아래쪽의 구멍은 종종 모음근구멍이라고 하며 넙다리동맥, 넙다리정맥이 오금으로 들어가는 통로 역할을 한다.

### 변이
큰모음근의 위가쪽 부분은 불완전하게 다른 부분과 분리되어 있어 종종 작은모음근이라는 별개의 근육으로 여겨지기도 한다. 작은모음근과 큰모음근은 위쪽 관통동맥의 가지에 의해 나누어지기도 한다.

## 기능
큰모음근은 넓적다리의 강력한 모음근으로 특히 다리를 벌리고 있다가 두 다리를 나란히 모을 때 활동적이다. 거친선에 붙어 있는 부분은 넓적다리의 가쪽돌림근으로 작용한다. 안쪽관절융기에 이르는 부분은 다리가 가쪽으로 돌아가 있고 굽혀진 상태일 때 넓적다리 안쪽돌림근, 엉덩관절 폄근으로 작용한다.

## 다른 동물들에서
다른 네발동물의 큰모음근은 무릎관절을 가로질러 정강뼈에 닿는다. 사람에서는 큰모음근 힘줄의 먼쪽 부분이 따로 떨어져 나와 무릎의 안쪽곁인대가 된다. 이로 인해 사람 무릎의 안쪽곁인대는 격세유전상의 변이가 나타났을 때 적은 양의 근섬유를 포함하게 될 수도 있다.

## 추가 이미지

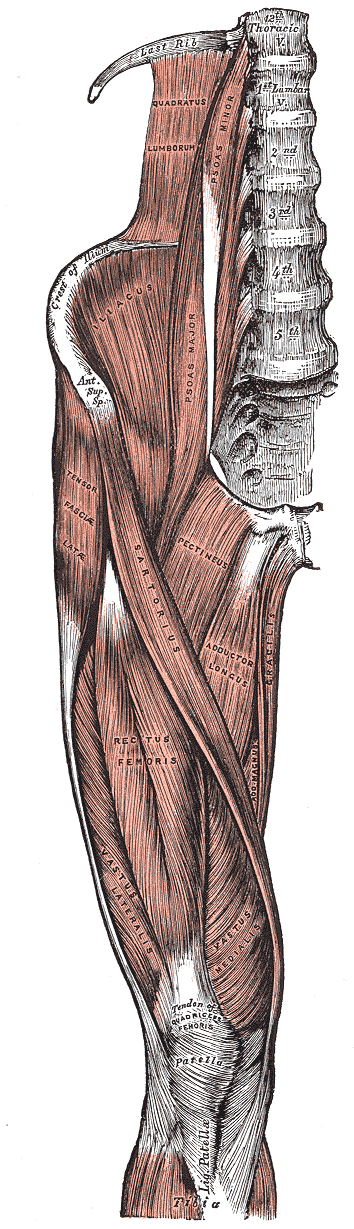
볼기와 넓적다리 앞쪽의 근육
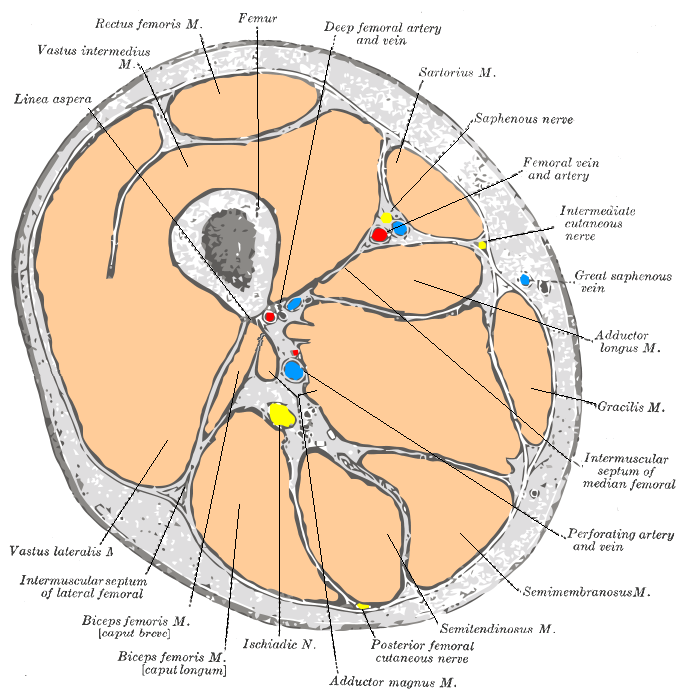
넓적다리 중간에서의 단면
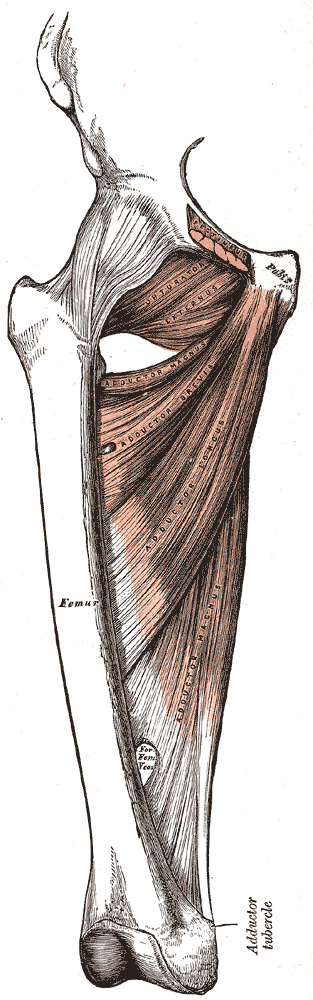
넓적다리 안쪽의 깊은 근육
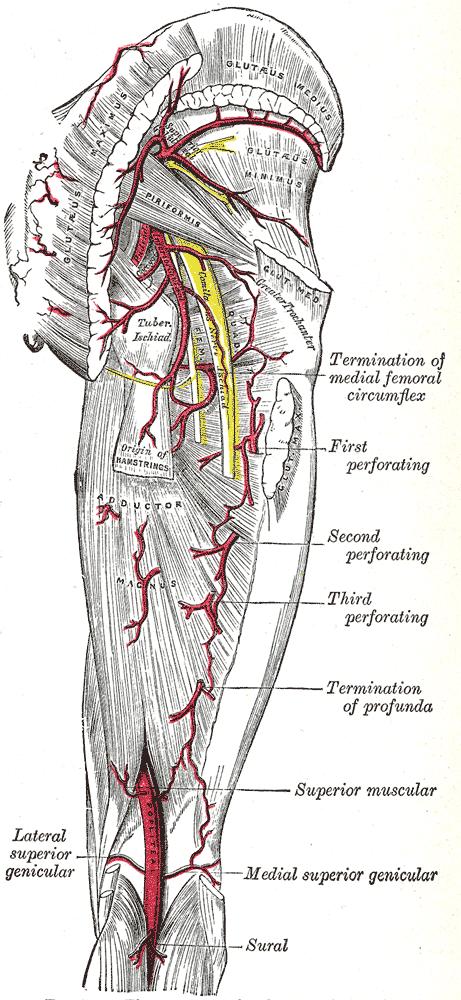
볼기와 넓적다리 뒤쪽의 동맥
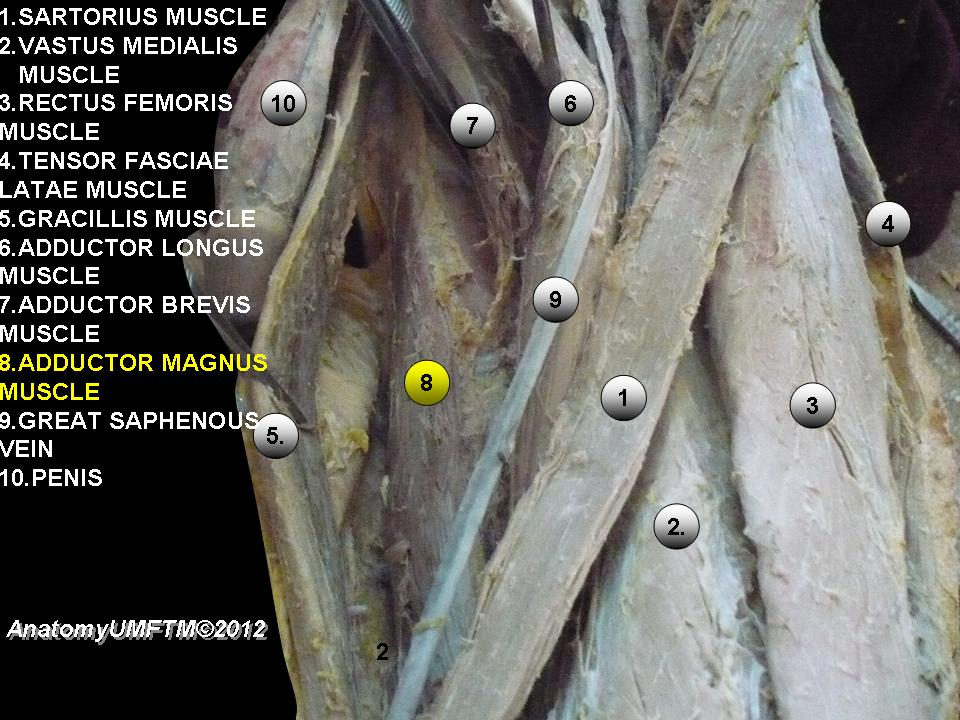
큰모음근
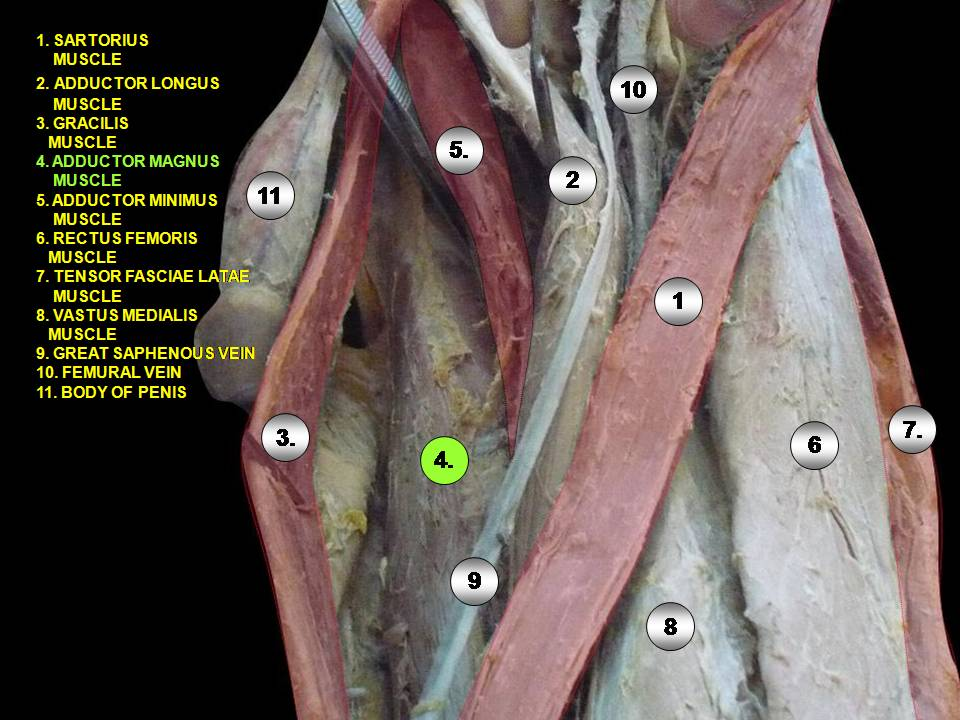
큰모음근
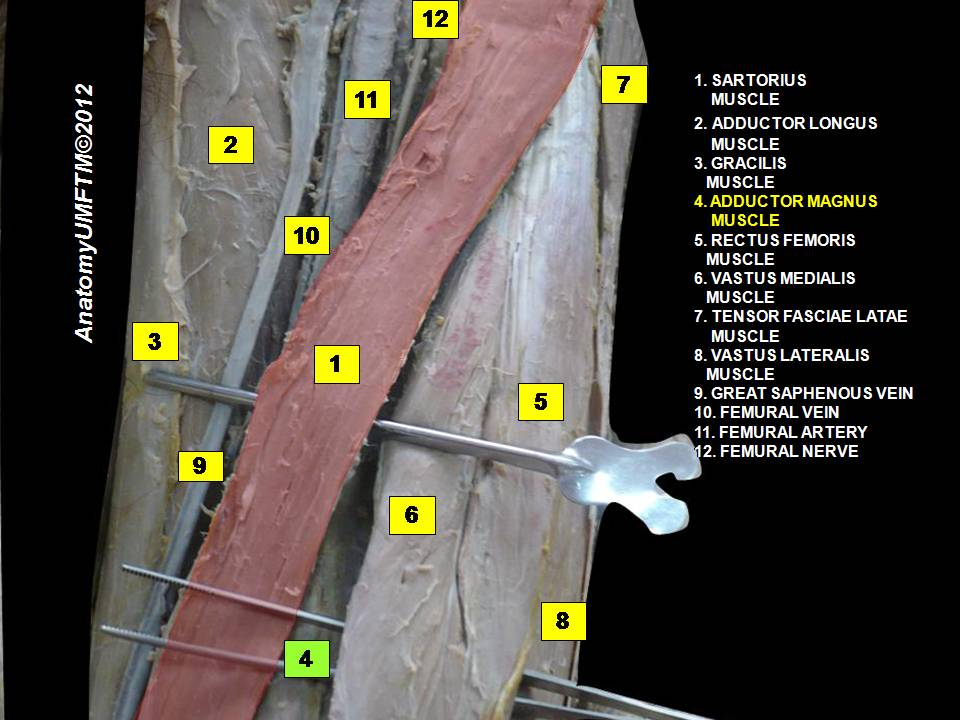
큰모음근
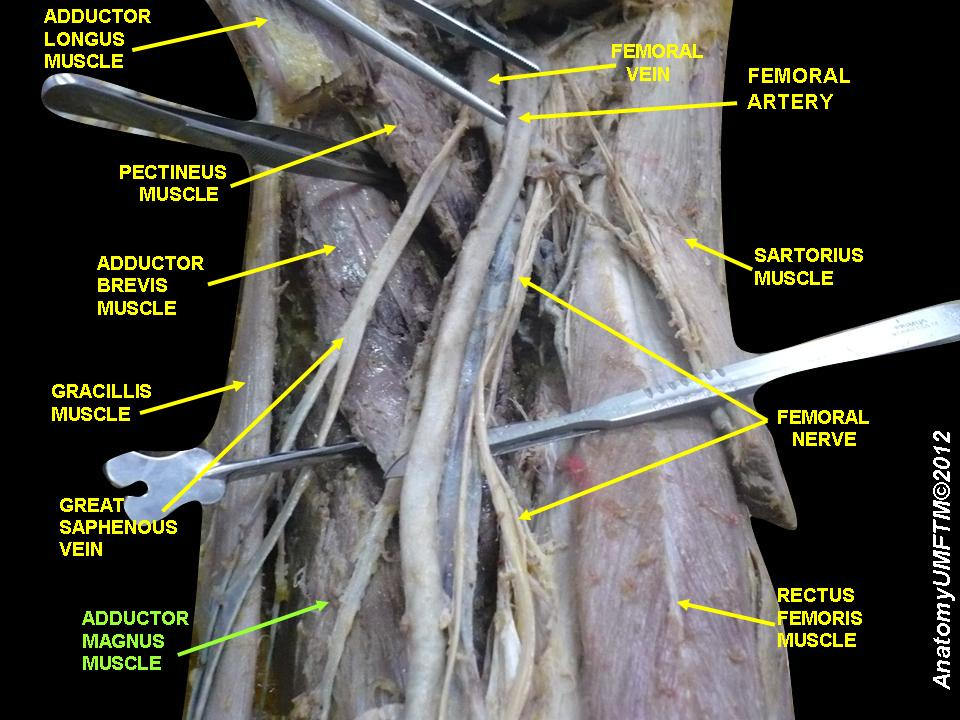
큰모음근
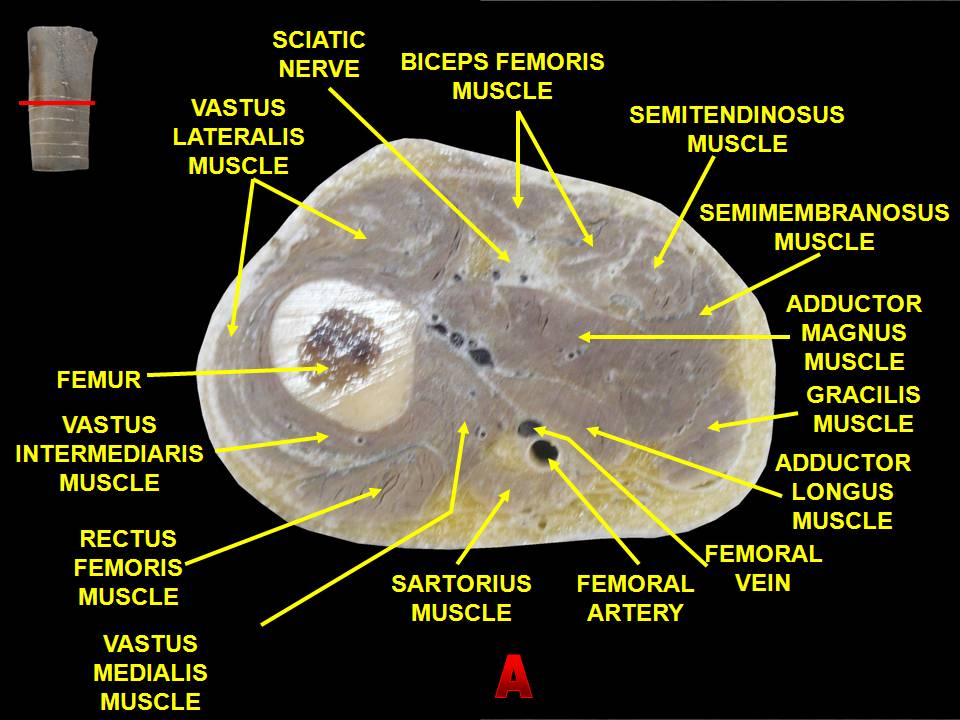
넓적다리 근육의 단면
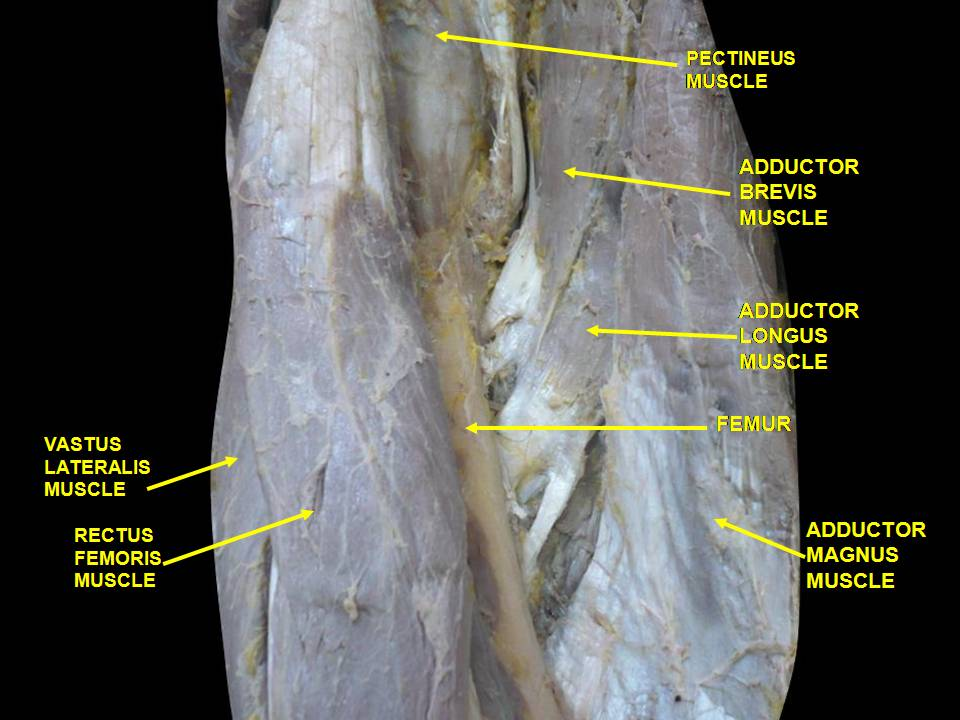
앞에서 본 넓적다리 근육
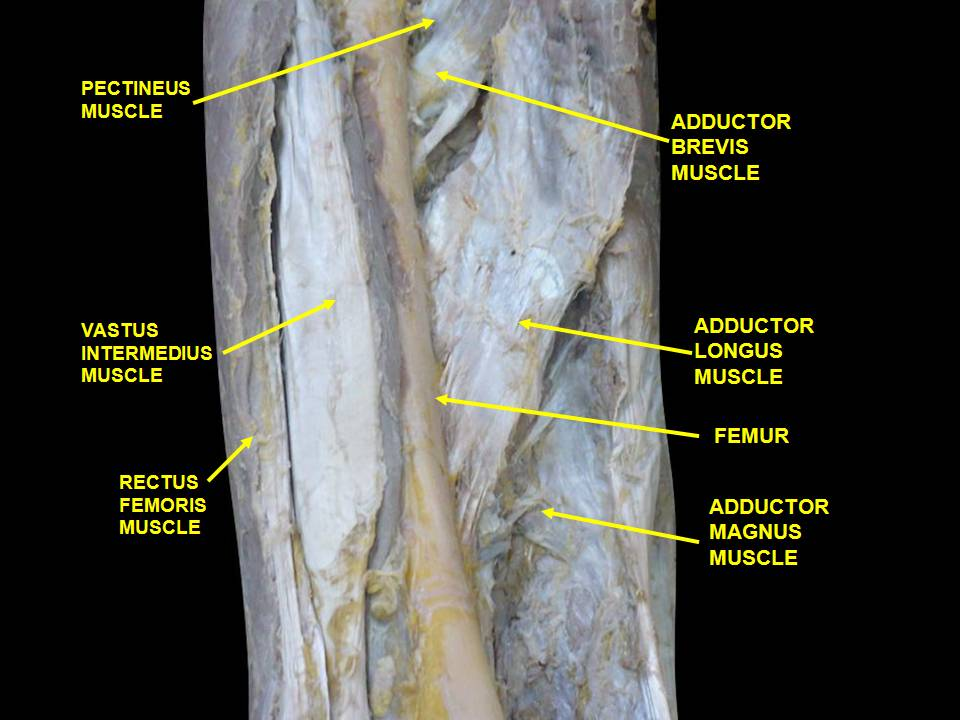
앞에서 본 넓적다리 근육

## 참고 문헌
이 문서는 현재 퍼블릭 도메인에 속하는 그레이 해부학 제20판(1918) page 473의 내용을 기초로 작성된 글이 포함되어 있습니다.
1. ↑  Wilson, Erasmus (1851) The anatomist's vade mecum: a system of human anatomy, p 261
2. ↑  “Adductor Magnus”. Department of Radiology, University of Washington. 2010년 8월 28일에 원본 문서에서 보존된 문서. 2010년 8월 16일에 확인함.
3. 1 2  Platzer, Werner (2004), " Color Atlas of Human Anatomy, Vol. 1, Locomotor System, Thieme, 5th ed, p 242
4. ↑  Bergman, Ronald A.; Afifi, Adel K.; Miyauchi, Ryosuke (2010), Adductor Minimus (Henle, Günther), Anatomy Atlases
5. ↑  Norman Eizenberg et al., General Anatomy: Principles and Applications (2008), p 53.